# موش‌صاریغ ایستمی
موش‌صاریغ ایستمی (نام علمی: Marmosa isthmica) نام یک گونه از سرده موش‌صاریغ‌ها است.